# 韦德伯恩小定理
在数学上，韦德伯恩小定理是指：每一个有限除环都是域。换句话说，对有限环而言，整环、斜域和域三者没有区别。
阿廷-佐恩定理把这个结论推广到了交错环：每个有限交错除环都是域。

## 历史
约瑟夫·韦德伯恩在1905年第一次证明了这结论，并在后来继续给出了另两种证明方法。雷奥那德·尤金·迪克逊（Leonard Eugene Dickson）在韦德伯恩的第一个证明后很快给出了另一个证明，并承认了韦德伯恩的证明比他更早。然而，帕歇尔（Parshall）在1983年的文献指出，韦德伯恩的第一个证明是不正确的 - 该证明有一个漏洞 - 而韦德伯恩的第二种证明是在阅读过迪克森的证明之后才出现的。据此，帕歇尔认为迪克森的证明才应该是第一个正确的证明。

## 注记
1. ↑  Shult, Ernest E. . Universitext. Berlin: Springer-Verlag. 2011: 123. ISBN 978-3-642-15626-7. Zbl 1213.51001.